# Gränsöverskridande naturskyddsområde
Ett gränsöverskridande naturskyddsområde, på engelska ibland kallat peace park, är ett naturskyddat område som sträcker sig över en eller flera nationsgränser. 
Olika djurarter återfår möjligheten att leva i en skyddad naturlig omgivning tillsammans med turistnäringen. Verkligheten med gränsöverskridande naturskyddsområden är att man nu fritt kan röra sig över statsgränser som en gång spärrades av taggtråd. På så sätt hanteras ekosystemen som en enhet av respektive land och inte som separata delar. I och med att gränsöverskridande naturskyddsområden skapas, ökar också den biologiska mångfalden genom en förbättrad förvaltning av mark och ekosystem. 

## Peace Parks Foundation
Peace Parks Foundation initierar och bistår länder att skapa gränsöverskridande naturskyddsområden (peace parks)
De kommande 10 åren[när?] är målet för Peace Parks Foundation att skapa en miljon arbetstillfällen i södra Afrika genom att upprätta fredsparker med tillhörande ekoturism. För var åttonde ny turist skapas ett arbetstillfälle, vilket ger försörjning till åtta personer. Målet är att locka åtta miljoner nya turister till fredsparkerna i södra Afrika. 
Peace Parks Foundation grundades i Sydafrika år 1997 av Nelson Mandela, Prins Bernhard av Nederländerna och den sydafrikanske entreprenören Dr Anton Rupert. 
Den ideella föreningen Peace Parks Foundation – Sweden bildades 2009 som ett led i att stödja den ideella stiftelsen Peace Parks Foundation